# Ulwembua
Ulwembua es un género de arañas araneomorfas de la familia Cyatholipidae. Se encuentra en África subsahariana.

## Lista de especies
Según The World Spider Catalog 12.0:
- Ulwembua antsiranana Griswold, 1997
- Ulwembua denticulata Griswold, 1987
- Ulwembua nigra Griswold, 2001
- Ulwembua outeniqua Griswold, 1987
- Ulwembua pulchra Griswold, 1987
- Ulwembua ranomafana Griswold, 1997
- Ulwembua usambara Griswold, 2001